# Longley
Longley är en ort i Australien. Den ligger i kommunen Kingborough och delstaten Tasmanien, i den sydöstra delen av landet, omkring 15 kilometer sydväst om delstatshuvudstaden Hobart. Orten hade 234 invånare år 2016.
Trakten är tätbefolkad. Närmaste större samhälle är Hobart, omkring 15 kilometer nordost om Longley. 
I omgivningarna runt Longley växer i huvudsak städsegrön lövskog. Genomsnittlig årsnederbörd är 920 millimeter. Den regnigaste månaden är juli, med i genomsnitt 114 mm nederbörd, och den torraste är februari, med 49 mm nederbörd.